# Iwaniwka (rejon włodzimierski)
Iwaniwka  (ukr. Іванівка; do 1946 roku Janiewicze) – wieś na Ukrainie w rejonie włodzimierskim obwodu wołyńskiego. W 2001 roku liczyła 393 mieszkańców.
We wsi znajduje się przystanek kolejowy Janiewicze, na którym wysadzono przymusowo wysiedlaną prawosławną ludność wsi Szychowice, osiedloną później w Jaseniwce.
Do 2020 w rejonie iwanickim.